# Lanfains
Lanfains är en kommun i departementet Côtes-d'Armor i regionen Bretagne i nordvästra Frankrike. Kommunen ligger i kantonen Plœuc-sur-Lié som tillhör arrondissementet Saint-Brieuc. År 2022 hade Lanfains 1 091 invånare.

## Befolkningsutveckling
Antalet invånare i kommunen Lanfains
Referens:INSEE